# Прованс — Альпы — Лазурный Берег
Прованс — Альпы — Лазурный Берег (фр. Provence-Alpes-Côte d’Azur, окс. Provença-Aups-Còsta d'Azur) — регион на юго-востоке Франции. Главный город — Марсель. Население — 4 916 069 человек (3-е место среди регионов).

## География
Площадь территории — 31 400 км². Через него протекают реки Дюранс, Вар и Рона.

## Административное деление
Регион включает шесть департаментов:
- Альпы Верхнего Прованса
- Буш-дю-Рон
- Вар
- Верхние Альпы
- Воклюз
- Приморские Альпы.